# Чуприно (Ивановская область)
Чуприно — село в Ивановском районе Ивановской области России. Входит в состав Новоталицкого сельского поселения.

## География
Село находится в центральной части Ивановской области, в зоне хвойно-широколиственных лесов, на расстоянии примерно 7 километров (по прямой) к западу от Иванова, административного центра района и области. Абсолютная высота — 134 метра над уровнем моря.

### Климат
Климат характеризуется как умеренно континентальный, с умеренно холодной многоснежной зимой и относительно тёплым влажным летом. Среднегодовая температура воздуха — 3,3 °C. Средняя температура воздуха самого холодного месяца (января) — −11,6 °C (абсолютный минимум — −46 °C), средняя температура самого тёплого (июля) — 18,5 °С (абсолютный максимум — 38 °С). Безморозный период длится около 133 дней. Годовое количество атмосферных осадков составляет 744 мм, из которых большая часть выпадает в тёплый период.

### Часовой пояс
Село Чуприно, как и вся Ивановская область, находится в часовой зоне МСК (московское время). Смещение применяемого времени относительно UTC составляет +3:00.

## Население
| 1859 | 1905 | 2010 |
| ---- | ---- | ---- |
| 189  | ↘132 | ↘0   |